# Pleurocerinella tibialis
Pleurocerinella tibialis är en tvåvingeart som beskrevs av Chen 1939. Pleurocerinella tibialis ingår i släktet Pleurocerinella och familjen stekelflugor. Inga underarter finns listade i Catalogue of Life.